# 백빙가
백빙가(白冰可, 2001년 2월 22일 ~ )는 중국의 배우이다.

## 출연작

### 드라마
- 2022년 유쿠 웹드라마 《매괴기사》- 샤오장 역
- 2023년 유쿠 웹드라마 《화교희사 : 꽃가마뎐》- 두빙안 역
- 2023년 유쿠 웹드라마 《안락전》- 막상 역
- 2023년 아이치이 웹드라마 《화강호지환세문생》 - 황치엔 역
- 2024년 텐센트 웹드라마 《기금조》 - 고명수 역
- 2024년 텐센트 웹드라마 《숙적》- 웨이러러 역
- 2025년 텐센트 웹드라마 《상사령》 - 현청구 역
- 2025년 텐센트 웹드라마 《사금》- 노초초 역
- 2025년 텐센트 웹드라마 《대당미무》- 경연 역